# Art interactif
 (février 2023).

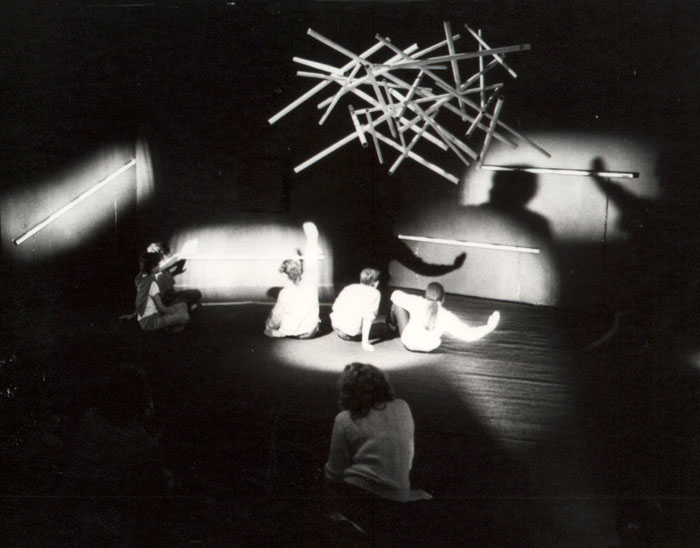
Chambre à musique de Jean-Robert Sedano et Solveig de Ory à Montpellier en 1983

L’art interactif est une forme d'art dynamique qui réagit à son public et/ou à son environnement.
Contrairement aux formes d'art traditionnelles où l'interaction du spectateur est surtout un événement mental – de l'ordre de la réception – l'art interactif permet différents types de navigation, d'assemblage, ou de participation à l'œuvre d'art, qui va bien au-delà de l'activité purement psychologique. Les installations artistiques interactives sont généralement informatiques et utilisent des capteurs, qui mesurent des événements tels que la température, le mouvement, la proximité, les phénomènes météorologiques que l'auteur a programmé de manière à obtenir des réponses ou réactions particulières.
Dans les œuvres d'art interactives, le public et la machine travaillent ou jouent ensemble dans un dialogue qui produit en temps réel une expérience artistique unique.

## Définitions de l'art interactif
- Pour Maurice Benayoun l'interactivité est la nature même de la relation du vivant en général et de l'humain en particulier, au monde. Transposée au champ de l'art, elle constitue un medium que l'artiste peut moduler et travailler dans la construction du sens. L'œuvre numérique constitue une forme spécifique d'œuvre interactive. Le Temps réel autorisé par le numérique, permettant la production de l'effet au moment même de sa perception, facilite l'émergence de formes complexes d'interaction susceptibles d'être appliquées à des constructions métaphoriques jusque-là limitées aux médias traditionnels.
- Pour Jean-Louis Boissier «les arts interactifs impliquent une relation particulière à l'œuvre » et « si l’on en est venu à parler d’arts interactifs, c’est à partir de la notion d’interactivité qui est elle-même attachée au fonctionnement et à l’usage des ordinateurs»[2].
- Pour Annick Bureaud «L'interactivité désigne la (les) relation(s) des systèmes informatico-électroniques, avec leur environnement extérieur. L'œuvre interactive est un objet informationnel, manipulable. On peut distinguer deux registres de l'interactivité: celle avec un agent humain et celle sans agent humain. Dans ce deuxième cas, l'agent peut être des éléments de la nature ou de l'environnement. Avec l'art interactif, le spectateur et/ou l'environnement deviennent des éléments de l'œuvre, au même titre que les autres éléments qui la composent.»[3]
- Pour Jérôme Glicenstein «Le monde de l'art des années soixante a vu naître un certain nombre d'idées visant à contester les frontières posées par la tradition entre artistes et spectateurs. Le sujet-participant se constitue au sein même de cette contestation. De nombreuses initiatives artistiques ont ainsi soit développé des stratégies de «création collective» qualifiées de « participatives », soit, lors d'actions publiques, ont engagé le public à participer – ne serait-ce que par sa présence – à la mise en œuvre de projets de tous ordres. Il y a ainsi, à l'origine de l'idée de participation, une ambition politique assez générale visant à faire sortir l'art des musées, à le faire aller dans la rue afin de s'adresser directement au plus grand nombre. L'art étant alors implicitement entendu comme ayant un certain pouvoir de désaliénation»[4].

## Origines

### Arts en interaction ontologique
Pour Marcel Duchamp «c'est le regardeur qui fait le tableau».
Pour Sophie Lavaud «c'est le corps de l'interacteur qui fait ou défait le tableau».
En littérature l'interaction est mentale/spirituelle entre l'auteur et son lecteur.
Dans les arts plastiques et dans l'architecture, le point de vue, les variations de la lumière, les illusions d'optique, les divers niveaux de lecture interagissent entre le regardeur et l'œuvre.
En musique l'interprétation, la nature du groupe de musiciens, l'acoustique du lieu interagissent entre l'œuvre et l'auditeur.

### Arts spécifiquement interactifs

#### Œuvres en interaction avec le public
- Œuvres utilisant des procédés optiques comme les effets de perspective, les anamorphoses, l'holographie ou les images doubles. Une des premières œuvres visuelles interactives datant de 1920, est Rotary Glass Plates (Precision Optics) de Marcel Duchamp : il fallait que le spectateur tourne la manivelle de la machine et se place à une distance d'un mètre pour observer les effets de moirés. Georges Rousse et Felice Varini ont travaillé sur la position du spectateur et son « point de vue » dans des effets de perspective. Salvador Dalí a exploré dans certains tableaux les images doubles ou multiples.
- Œuvres utilisant des moyens mécaniques comme dans les boites à musique, l'art cinétique, les mobiles ou les sculptures électro-mécaniques. Les mobiles en suspension de Calder se balancent au moindre souffle d'air. Les sculptures motorisées de Jean Tinguely et Niki de Saint Phalle peuvent être actionnées par le visiteur, parfois au moyen d'un interrupteur. Nicolas Schöffer réalise dès 1950 ses premières « Sculptures spatiodynamiques ».
- Œuvres utilisant l'écriture comme en Littérature combinatoire, dans les travaux de l'Oulipo. Dans Cent mille milliards de poèmes de Raymond Queneau le lecteur manipulant les bandes de papier contenant chacune un alexandrin peut créer une infinité de poèmes. À l'inverse le Poème Pi-anoté de Jean-Robert Sedano, Solveig de Ory et Sylvain Soussan permet de créer un poème unique avec une infinité d'auteurs[7].

Le Tunnel sous l'Atlantique (1995), Maurice Benayoun, installation interactive de réalité virtuelle reliant les villes de Paris et de Montréal

- Œuvres utilisant l'électronique et l'informatique comme dans les arts numériques et l'art de la programmation ou art logiciel. Nicolas Schöffer réalise en 1956 la première sculpture cybernétique autonome « CYSP 1. » (avec la collaboration de la société Philips) à la Nuit de la Poésie, au théâtre Sarah-Bernhardt à Paris. Jean-Robert Sedano, Solveig de Ory et Pierre Leloup présentent en 1980 Sonopticon, un espace sonore et visuel en interaction avec les mouvements des visiteurs à la Tête Galerie de Chambéry. Maurice Benayoun présente en 1995 Le Tunnel sous l'Atlantique", installation interactive de réalité virtuelle entre le Centre Georges-Pompidou de Paris et le musée d'Art contemporain de Montréal.

#### Œuvres en interaction avec l'environnement
- Œuvres d'art changeant avec les phénomènes naturels (météo, lumière solaire) ou artificiels (bruit, pollution). La harpe éolienne peut être considérée comme le plus ancien des instruments de musique en interaction avec le vent. En 1983, Erik Samakh propose un "Lieu d'écoute", sur l'île de Vassivière.
- Architecture interactive pour certains bâtiments ou façades. La façade Sud de l'Institut du monde arabe à Paris, inauguré le 30 novembre 1987, est composée de 240 moucharabiehs munis de diaphragmes photoélectriques qui pouvaient s'ouvrir et se fermer en fonction de l'ensoleillement.

## Distinctions entre art interactif et art numérique
L'art interactif utilise souvent des moyens numériques, mais, ne faisant pas de la dimension numérique un caractère nécessaire, il ne peut être totalement confondu avec l'art numérique qui englobe l'art génératif et les productions faisant appel à la numérisation du signal sans interaction.

## Distinctions entre art interactif collectif et individuel
La dimension sociale est différente pour le participant à une œuvre collective dans un lieu public et pour l'utilisateur individuel d'une œuvre sur ordinateur.

## Outils
- Tous les langages de programmation (C, C++, BASIC…) permettent de créer des applications interactives.
- Director programme destiné à la création de cédérom.
- Flash programme vectoriel, inspiré de Director, adapté aux applications en ligne.
- Arduino physique et informatique / boîte à outils électronique pour les objets interactifs et les installations.
- Périphériques analogiques numériques permettant l'acquisition de données du monde réel (capteurs de mouvement, de pression, de lumière, caméra vidéo, instruments de météo, etc.).
- I-CubeX  actionneurs et interfaces pour les médias interactifs.
- Max / MSP langage de programmation pour les médias interactifs.
- Processing langage de programmation utilisé pour de nombreux projets d'art interactif.
- Pure Data langage open source de programmation informatique musicale interactive et multimédia

## Lieux, festivals
- Ars Electronica est une organisation basée à Linz, en Autriche, consacrée à la promotion des arts électroniques et numériques depuis 1979.
- Le Zentrum für Kunst und Medientechnologie (ZKM) (Centre pour l'art et les médias) à Karlsruhe en Allemagne, dirigé depuis 1991 par Jeffrey Shaw, est un institut de recherche interdisciplinaire et un musée, orienté vers l'art numérique.
- Le Centre pour l'Image Contemporaine de Genève et sa biennale Version[8]
- ISEA (Inter Society for the Electronics Arts), Festival d'art électronique et numérique[9].
- La Biennale Chroniques, évènement en région Sud - Provence Alpes-Côte d’Azur promouvant la création numérique.

## Histoire de l'art interactif

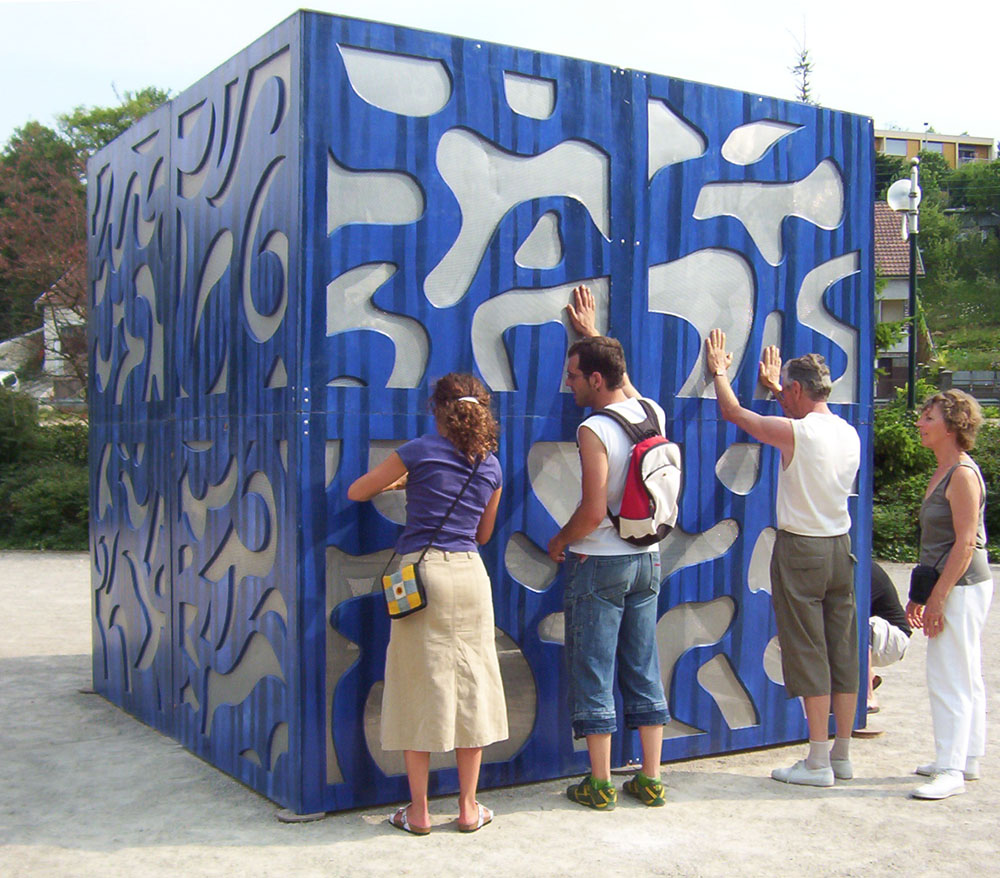
Le Cube, odyssée sonore, sculpture sonore interactive de Jean-Robert Sedano et Solveig de Ory à Montbéliard, 2006.

Dans la chronologie suivante sont volontairement réunis artistes, écrivains et inventeurs. Dans le domaine des arts et des sciences, les recherches sont souvent étroitement liées. Parfois il s'écoule bien des années entre une découverte scientifique et son utilisation artistique ou, à l'inverse, entre une œuvre littéraire fantastique, prospective ou poétique et d'éventuelles réalisations concrètes et techniques qui en seraient inspirées.
- Préhistoire:
  - L'art pariétal multiplie les exemples de peintures qui jouent du relief de la caverne pour permettre des variations formelles et narrative par déplacement d'une source lumineuse (torche, feu…). L'animal représenté change d'expression ou de position selon l'angle de la lumière.
- Antiquité: 
  - Le voile peint par Parrhasios. Selon Maurice Benayoun — qui s'inspire du récit de Pline l'ancien décrivant le concours de peinture qui l'opposa à un autre grand maître de l'époque, Zeuxis — la peinture de Parrhasios n'a de sens que par le geste de Zeuxis qui tente de la « dévoiler ». Cette œuvre serait, selon Benayoun, la première œuvre délibérément interactive qui se distingue de l'œuvre de Zeuxis, qui s'appuie sur le niveau de réalisme pictural, l'œuvre de Parrhasios n'a de sens que par le geste qui révèle et dénonce l'artifice. Le sens latent nait de l'action du spectateur.
  - Harpe éolienne: elle peut être considérée comme le plus ancien des instruments de musique en interaction avec le vent[10].
  - Les nombreux mécanismes de Héron d'Alexandrie, hydrauliques et pneumatiques, réagissent en fonction du remplissage ou vidage de réservoirs, de pression de vapeur due au feu. Il est également l'inventeur de la programmation, avec des réservoirs agissant sur une succession de mouvements ou de sifflets en fonction de leur remplissage.
- 1533: Les Ambassadeurs peinture de Hans Holbein le Jeune, qui offre au spectateur deux images qui s'excluent mutuellement, l'une frontale avec le double portrait des Ambassadeurs et l'autre visible uniquement d'un point de vue oblique grâce à une anamorphose.
- 1796: Boîte à musique mécanique qui produit des sons en faisant tourner un cylindre. Inventée en 1796 à Genève par Antoine Favre.
- 1820: Le Thaumatrope. Animation d'images utilisant la persistance rétinienne. Attribué la plupart du temps au docteur John Ayrton Paris. Parfois, le nom de William Henry Fitton lui est associé. Début du cinéma (phénakistiscope de Joseph Plateau, zootrope de William George Horner, le praxinoscope d'Émile Reynaud)
- 1881: Débuts de la Télévision. Un notaire d'Ardres (Pas-de-Calais), Constantin Senlecq émet l'idée qu'on pourrait transmettre une image de télévision en projetant celle-ci sur une surface photo-sensible composée de points de sélénium, matériau photo-électrique ; le résultat de chaque point est transmis séquentiellement à un récepteur synchronisé avec l'émetteur. On a là, le grand principe de l'analyse séquentielle qui est la base de tout système de transmission d'images animées.
- 1906: William Marston, puis John A. Larson (en 1920), inventeurs du détecteur de mensonges «Polygraph» utilisant la résistance de la peau GSR (Galvanic Skin Reponse).
  - D'autre versions suivirent : 1924 : Leonard Keeler « Emotograph », « Psychograph ». 1932 : Chester W. Darrow (Polygraph avec galvanomètre).
- 1909 : Futurisme. Le Manifeste du futurisme a été écrit par Filippo Tommaso Marinetti, l'un des acteurs les plus importants du courant futuriste, et a été publié le 20 février 1909 dans Le Figaro.
- 1919 : Thérémin. Le thérémine, theremine, theremin ou thereminvox est un des plus anciens instruments de musique électronique, inventé par le russe Lev Sergeïevitch Termen (connu sous le nom de Léon Theremin). Composé d’un boîtier électronique équipé de deux antennes, le thérémine a la particularité de produire de la musique sans aucun contact physique de l’instrumentiste. Léon Theremin développa également un système de télévision animée à miroir tournants, d’abord de 16 lignes en 1925.
- 1920 : Marcel Duchamp, Rotary Glass Plates (Precision. Optics), Marcel Duchamp réalise l'une des premières œuvres visuelles interactives.
- 1927 : Théâtre magique. Dans Le Loup des steppes, considéré comme le premier roman existentialiste, Hermann Hesse présente vers la fin du livre un « Théâtre magique », espace onirique dont les multiples pièces réagissent aux actions mais aussi aux désirs du héros, Harry Haller.
- 1947 : 
  - Cybernétique. Le terme cybernétique, formalisé par le mathématicien Norbert Wiener, sera plus tard désigné comme « la science des analogies maîtrisées entre organismes et machines ».
  - Le transistor. L’effet transistor a été découvert en 1947 par les américains John Bardeen, William Shockley et Walter Brattain, chercheurs de la compagnie Bell Téléphone. Ils ont reçu le prix Nobel de physique en 1956. Évolution du nombre de transistors dans les microprocesseurs : 1971 : 4004 : 2 300 transistors ; 2008 : Sandisk 12 GB microSDHC : 50 milliards de transistors.
- 1950 : Nicolas Schöffer : Exposition des premières « Sculptures spatiodynamiques ».
- 1954 : Art cinétique. L'expression « art cinétique » est adoptée vers 1954 pour désigner les œuvres d'art mises en mouvement par le vent, les spectateurs et/ou un mécanisme motorisé. Artistes cinétiques: Pol Bury, Julio Le Parc, Frank Malina, François Morellet, Abraham Palatnik, Nicolas Schöffer, Jesús Rafael Soto, Jean Tinguely, Wen-Ying Tsai…
- 1955 :
  - Nicolas Schöffer. Tour Spatiodynamique Cybernétique. Avec les sons de Pierre Henry. Cette installation de 50 m de haut, dans le parc de Saint Cloud à Paris, réagit à différents paramètres sociologiques et environnementaux grâce à un réseau de capteurs et un cerveau électronique. Elle est considérée comme la première sculpture de l'histoire de l'art dotée d'un système d'interaction temps réel. Elle a été vue par une dizaine de milliers de personnes et a suscité d'énormes polémiques dans les médias de l'époque, non seulement pour son caractère plastique abstrait et géométrique, ou son aspect sonore, mais aussi pour son caractère interactif[11].
  - Takis. Influencé par l'invention du radar et par l'environnement technologique de la station de Calais, il construit ses premiers « Signaux ».
- 1956 : 
  - Création et présentation de la Première Sculpture Cybernétique Autonome « CYSP 1. » (avec la collaboration de la société Philips) à la Nuit de la Poésie, au théâtre Sarah Bernhardt à Paris[12]. Grâce à plusieurs capteurs envoyant leurs informations à un cerveau électronique, la sculpture se déplace de façon autonome dans l'espace, et ses disques colorés tournent avec différentes animations. Cette œuvre dansera sur scène avec le Ballet de Maurice Béjart.
  - IA, intelligence artificielle. C'est au congrès de Dartmouth en 1956 que l'expression intelligence artificielle a été proposée pour désigner le domaine de recherche qui s'ouvrait alors. John McCarthy (né le 4 septembre 1927, à Boston, Massachusetts) est le principal pionnier de l'intelligence artificielle avec Marvin Minsky ; il incarne le courant mettant l'accent sur la logique symbolique. Il est également l'inventeur en 1958 du langage Lisp. À la fin des années 1950, il a créé avec Fernando Cobarto la technique du temps partagé, qui permet à plusieurs utilisateurs d'employer simultanément un même ordinateur[13].
- 1961 : Raymond Queneau publie Cent mille milliards de poèmes, œuvre de poésie combinatoire.
- 1963 : 
  - GRAV. Certains artistes opto-cinétiques se sont réunis dans un collectif, le Groupe de recherche d'art visuel (GRAV) avec pour but de permettre à tous de pouvoir approcher leur art (Horacio Garcia Rossi, Julio Le Parc, François Morellet, Francisco Sobrino, Joël Stein, Yvaral). Ainsi le manifeste du GRAV contenu sur un tract distribué lors de la 3e biennale de Paris en octobre 1963 s'intitulait « Assez de mystifications » et contenait les lignes suivantes :

« Nous voulons intéresser le spectateur, le sortir des inhibitions, le décontracter.
Nous voulons le faire participer.
Nous voulons le placer dans une situation qu'il déclenche et qu'il transforme.
Nous voulons qu'il s'oriente vers une interaction avec d'autres spectateurs.
Nous voulons développer chez le spectateur une forte capacité de perception et d'action. »

- - Ivan Sutherland présente le Sketchpad (écran cathodique et crayon optique)[15].
  - Douglas Engelbart invente la souris, son nom « indicateur de position X-Y pour système d’affichage ». Elle est en bois et se déplace par un système de courroies, tout le mécanisme est placé à l’intérieur.
- 1964 : 
  - Roy Ascott. At the Molton Gallery, London (Annely Juda) il présente Analogue Structures et Diagram Boxes, travaux en bois, perspex et verre[16].
  - Robert Moog. Il répare avec son père des Thereminvox. En 1964 l’un de ses clients, Herbert Deutsch, un professeur de solfège et compositeur, lui en commande un modèle à monter en kit. Il le rend plus compact (jusque-là les modèles pouvaient occuper une pièce entière), et ajoute la commande par tension de l'oscillateur, du filtre et de l'amplification. Le son joué n'était plus linéaire mais évolutif. Il est l'inventeur du fameux Moog Synthétiseur.
- 1965 : Edmond Couchot. Entre 1965 et 1973, Edmond Couchot imagine les « mobiles musicaux », dispositifs cybernétiques réagissant aux stimulations sonores. SEMAPHORA I, sa première machine réagit aux ondes hertziennes, la seconde, SEMAPHORA II, perçoit la musique et la troisième, SEMAPHORA III, participe directement au processus du spectacle-concert.
- 1967 : 
  - Max Mathews. Sa recherche porte sur la synthèse du son et de la musique par ordinateur et sur l'application de l'informatique aux domaines dans lesquels les interactions homme-machine sont critiques. Il a mis au point en 1967 un programme (music V) pour la synthèse digitale directe des sons.
  - Piotr Kowalski. Cube no 8, comprenait un système de capteurs de type theremin. Time machine 1980, présentée au centre Pompidou en 1980, ce dispositif permettait au spectateur filmé en vidéo d'interrompre à sa guise les courtes séquences et de les visionner sur deux écrans simultanément[17].
  - Kinoautomat, film interactif tchécoslovaque de Radúz Činčera.
- 1968 : Les évènements de mai 1968, outre leur aspect social et politique ont eu un fort impact sur les modes de pensée dans la création artistique. « Les murs ont la parole », un des fameux slogans de l'époque, a imprégné tous les arts, le théâtre qui remettait en cause la fonction et la place du spectateur, la musique découvrait l'électro-acoustique, le paysage sonore et les débuts de l'interactivité, les arts plastiques, le happening… « Être libre en 1968 c'est participer. »
- 1969 : 
  - Peter Vogel réalise ses premiers objets cybernétiques, modèles imaginaires de systèmes électroniques en forme de sculptures, qui réagissent à l'environnement et répondent à la lumière. Il réalise dès 1979 une série de grandes installations musicales interactives : Die Klangwand (les Murs Sonores) devant lesquels danseurs et participants projetant leur ombre déclenchent un processus de lumière et son qui se répercute et s'intensifie à l'infini[18].
  - Myron Krueger crée les premiers espaces interactifs Glowflow, 1970 Videoplace[19].
  - Fred Forest : Interrogation. Installation interactive vidéo et informatique. Messe électronique dans une chapelle gothique. Mise en relation du « savoir » du Passé avec le « savoir » du Présent… Conception/réalisation : Fred Forest. Création musicale: Luc Ferrari. Textes : Georges Elgozy. Chapelle gothique Sainte-Croix, Tours. Cofondateur du Collectif d'art sociologique en 1974[20],[21].
- 1970 :
  - Erkki Kurenniemi : the DIMI-A ou Digital Music Instrument - Associative memory, puis en 1971 the DIMI-O, premier dispositif musical numérique, piloté par caméra vidéo[22].
  - Edward Ihnatowicz: The Senster, une sculpture électromécanique et cybernétique, ressemblant à une girafe qui s'approche ou s'éloigne du public en fonction des bruits captés par des microphones et du mouvement détecté autour d'elle. La commande des vérins hydrauliques était assurée par un programme informatique[23].
- 1971 : 
  - Vermilion Sands roman de J. G. Ballard. « Vermilion Sands, a écrit Ballard, c'est la banlieue exotique de mon esprit. Désert, mer de sable, lacs fossiles, récifs de quartz. Paysage abstrait semblable à ceux peints par Dali ou Max Ernst. Vermilion Sands est une bizarre station balnéaire auprès d'un océan de sable, où l'on écoute la musique des fleurs et le chant des sculptures soniques, où les poètes se servent de machines à poésie, où l'on sculpte les nuages, où l'on habite des maisons façonnées par l'inconscient, où l'on porte des vêtements vivants… »
  - Roger Lafosse et Pierre Henry : CorticalArt Pierre Henry : Mise en musique du corticalart de Roger Lafosse. Mise en musique des ondes cérébrales[24].
- 1972 : Jacques Dudon. La synthèse photosonique a été inventée par Jacques Dudon en 1972, puis brevetée en 1985, année également du premier concert photosonique en public, à l'église des Angles, près d’Avignon[25].
- 1973 : Jean-Pierre Balpe. A participé à la création de l’ALAMO (Atelier de Littérature Assistée par la Mathématique et les Ordinateurs) Littérature générative[26].
- 1975 : Michel Waisvisz. instrument musical tactile miniature: Crackle Box[27].
- 1976 : David Rosenboom (Biofeedback) Brainwave Music. Mise en musique des ondes cérébrales[28].
- 1977 : Iannis Xenakis : Le CEMAMu construit la première version de l'UPIC (Unité polyagogique informatique du CEMAMu)[29],[30]
- 1980 : Louis Dandrel. « Jardins Musicaux », « Clepsydre », bassin de la Géode du parc de la Villette. Espaces Nouveaux, Diasonic, Ircam design sonore[31].
- 1980 : Jean-Robert Sedano, Solveig de Ory et Pierre Leloup. « Sonopticon » présenté à la Tête Galerie de Chambéry en mai 1980. Espace sonore et visuel en interaction avec les mouvements des visiteurs[32].
- 1982 : Jean-Robert Sedano et Solveig de Ory. « Musique de Corps » à Amiens en juin 1982 dans une structure gonflable de Hans Walter Müller. Dispositif utilisant une caméra vidéo produisant de la musique grâce aux mouvements du public[33].
- 1982 : Tom De Witt : « Pantomation system » présente un dispositif d'analyse des mouvements en temps réel, assez proche de celui de videoplace. Un mime manipule des objets virtuels simples qui apparaissent sur un écran[34].
- 1982 : Création de la norme MIDI. Créée en 1982 par des constructeurs d'instruments de musique électronique, la norme MIDI ( Musical Instrument Digital Interface) grâce à une interface standard rend possible l'interconnexion et la communication des synthétiseurs, des sampleurs (échantillonneurs), des ordinateurs, des séquenceurs, des boites à rythmes, des effets, des magnétos, etc. entre eux.
- 1983 : David Rokeby. « Reflexions » at Open House, Ontario College of Art, Toronto, Canada. Espace musical utilisant une chambre noire[35].
- 1983 : Jeffrey Shaw : « Point de vue » 1983, « Paysage narratif » 1985. Dans « La cité lisible » 1989, le visiteur « parcourt » sur une bicyclette fixée au sol les rues d 'une ville virtuelle[36].
- 1983 : Naissance d'Internet. Le concept d'Internet (réseau des réseaux) date de 1973 et la date officielle de naissance souvent retenue est le 1er janvier 1983, jour où l'ARPANET (Advanced Research Projects Agency NETwork) de 1969 est passé du protocole NCP au TCP/IP. Dès le début des années 1980, Arpanet explose en deux réseaux distincts : NSFnet (National Science Foundation Network), qui donnera naissance à l'Internet actuel et MILNET (le réseau militaire).
- 1983 : Erik Samakh, 1983 Lieu d'écoute, Symposium de sculptures en granit du Limousin, Ile de Vassivière
- 1984 : Jean-Louis Boissier : Dans « Le bus », 1984, le visiteur prend place dans un tronçon de vrai autobus parisien. Par la fenêtre, défile un paysage vidéo. Si le passager appuie sur le bouton de demande d'arrêt le défilement s'interrompt et il lui est alors possible de découvrir les rues adjacentes, les immeubles et même leur intérieur[37].
- 1984 : Jacques Serrano « l'interactif spatio-musical » pour le métro de Marseille[38]. En 1988, Jacques Serrano réalise aussi Cigale, installation musicale interactive, avec Antoine Schmitt comme programmeur.

- 1986 : « Pavillon Chromatique[39] » ou damier musical interactif pour les kiosques à musiques de Paris, réalisé par Jean-Robert Sedano et Solveig de Ory.
- 1986 : «SOUND=SPACE » réalisé par LIMCA, studio de recherche en informatique musicale à Auch (Gers) par Philippe Prevot et Daniel Bisbau[40].
- 1986 : Miller Puckette Réalise le « patcher » Logiciel de traitement du son pour la 4X de l'Ircam, puis en 1990, toujours pour l'Ircam : Max-MSP (En référence à Max Mathews), logiciel de programmation sonore modulaire, et en 1995: Pure Data, clone de Max-MSP, logiciel libre de programmation sonore modulaire[41].
- 1986 : Adobe Director: Logiciel de création multimédia permettant de réaliser des programmes et des jeux interactifs sur l'écran de l'ordinateur. C'est sous Director qu'ont été créés la plupart des classiques du CD-ROM.
- 1987 : Est réalisée la première version du Générateur Poïétique, un jeu graphique massivement multijoueur sur réseau synchrone imaginé en 1986 par Olivier Auber.
- 1990 : Alain de Filippis: Artiste sonore indépendant et compositeur qui a réalisé de nombreuses expériences et bricolages musicaux. Ses installations proposent souvent au public une participation active : l'exposition « Petites Musiques de Bruits » présente un instrumentarium insolite qui revisite avec humour l'histoire des musiques sérieuses.
- 1992 : Christian Möller : Kinetic Light Sculpture Reactive facade at the Zeilgallery in Frankfurt. Installation lumineuse et sonore interactive[42].
- 1992 : Jacques Rémus (« Manorine », Développée depuis 1992, la « Caméra Musicale » est un instrument « immatériel », issu d'une interface conçue par Sylvain Aubin)[43].
- 1992 : Jean-Noël Montagné, « Ultra pas connus», CEP Decorati, Milano (Italie), sept. / oct. 1992. Premières œuvres interactives et sensitives. Présentation du projet d'œuvre sensitive monumentale « Horla » « Voie rapide», mars 1995, Interaction sensitive avec les voitures d'une autoroute urbaine, Nice[44].
- 1993 : Christa Sommerer et Laurent Mignonneau: plantes vertes interactives[45].
- 1993 : Bill Spinhoven : « I/Eye », Sur un écran surmonté d'un dispositif visuel, l'image immobile d'une paupière close. Le spectateur s'approche, la paupière se lève, l'œil fixe le « regardeur ». Si ce dernier se déplace latéralement, l'iris de l'œil suit le mouvement, c'est la machine qui observe l'humain[46].
- 1993 : Karl Sims : « Genetic Images ». L'auteur de Particle dreams réalise ici un dispositif interactif entre le spectateur-acteur et le développement de formes de synthèse en mutation sur une série d'écrans[47].

La série des « Grandes Questions » : Le Diable est-il courbe, 1995, Maurice Benayoun, installation interactive de réalité virtuelle

- 1994 : Maurice Benayoun : "Dieu est-il plat ?", "Le Diable est-il courbe ?". Installations de réalité virtuelle "jeu vidéo métaphysique" Jean-Paul Fargier in Le Monde[48].
- 1994 : 
  - Philippe Moënne-Loccoz, le système IRISIS, vidéo-musical, a été développé par Christian Helfenstein et Adrien Lefèvre et l'ESIA (École Supérieure d'Ingénieurs d'Annecy créée en 1993).
  - Fondation du collectif Incident.net
- 1995 : 
  - Grâce à la version Multicast du Générateur Poïétique, Olivier Auber réalise la première expérience mondiale d'interaction collective temps réel sans l'intermédiaire d'un centre quel qu'il soit (aucun serveur central).
  - Laurie Anderson, « Puppet Motel », CD-Rom Voyager[49]
  - Agnès Poisson et Daniel Bisbau. « Plancher Musical » créé à Die (Drôme) par l'association Préludes[50].
  - Maurice Benayoun : Le Tunnel sous l'Atlantique. Installation de télévirtualité reliant le Centre Pompidou au musée d'art contemporain de Montréal. Génération dynamique de l'espace 3D, Image vidéo incrustée en temps réel dans l'espace virtuel partagée, gestion dynamique de la base de données images par analyse du comportement, musique spatialisée interactive Martin Matalon[48]
  - Sophie Lavaud : « Centre-lumière bleue », 1995. Dans cette installation de réalité virtuelle l'auteur propose au spectateur de plonger dans l'épaisseur de la matière picturale et de se déplacer à travers ses différentes strates[51].
  - Alberto Sorbelli : « Just From Cynthia », CD-Rom interactif, Collection Centre Georges Pompidou. Réalisé en collaboration avec de nombreux artistes sous la direction d'Alberto Sorbelli[52]
- 1997 : 
  - Jean-Jacques Birgé, « Carton », CD-Rom GRRR[53]
  - Maurice Benayoun, « World Skin, un safari photo au pays de la guerre », installation immersive de réalité virtuelle (CAVE) avec appareils photographiques et imprimante[48],
  - Tom Demeyer. Big Eye (Steim) « At Digital Dancing 1997 ». Installations interactives[54].
  - Antoine Schmitt : « avec tact », site web tactile très interactif[55].
  - José Le Piez : Arbrassons. Sculptures sonores de José Le Piez. Elles utilisent un procédé acoustique unique qu’il a découvert et développé. Elles réagissent au simple glissement d’une main à la surface d’une partie cylindrique entaillée de lames sonores vibrantes, émettant des sons d’oiseaux ou de flûte. Ce procédé est classé parmi les idiophones, il est similaire à celui de l’orgue de cristal[56].
- 1998 : Jean-Jacques Birgé et Antoine Schmitt, Machiavel, scratch vidéo interactif de 111 boucles vidéo et objet comportemental réagissant au plaisir et à l'ennui[57]
- 1999 : 
  - EyesWeb, Logiciel libre et gratuit, permettant l'interaction au moyen de la vidéo, Laboratoire d'Informatique Musicale, université de Genova, Italie. Associé à Pure Data (également libre et gratuit), il permet de créer relativement facilement des environnements sonores interactifs[58].
  - Antoine Denize, « Machines à écrire », CD-Rom Gallimard[59].
  - Jean-Jacques Birgé, Frédéric Durieu, Murielle Lefèvre : Alphabet, CD-Rom NHK-Educational d'après Kveta Pacovska[60]
- 2000 : Nicolas Clauss, peintre autodidacte, pose les pinceaux en 2000 pour se consacrer exclusivement à la toile du net et aux projets multimédia. Cofondateur du site lecielestbleu.org, il crée son propre espace de création, le site flyingpuppet.com en 2001[61].
- 2001 : Le Trésor des Nibelungen, une installation virtuelle immersive d'Olivier Auber, Emmanuel Mâa Berriet, et Thierry Fournier (artiste), revisite le célèbre mythe européen à l'ère des réseaux[62].
- 2002 : Music2eye NOEMI (2002), une sculpture musicale interactive. Sur-natures (2003-2007) un travail de collaboration avec Miguel Chevalier[63].
- 2002 : Le Petit Chaperon Rouge (2002), utilisation par l'artiste numérique Florent Aziosmanoff de trois robots autonomes (Aibo ERS 210 - Sony) en interaction libre avec le public sur les trottoirs des villes et dans les jardins publics. Il inaugure un champ d'expression spécifique qu'il nomme le "living art".
- 2003 : Sophie Lavaud commence son projet « Matrice Active » qu'elle développe avec des scientifiques comme Yves Demazeau, directeur de recherche au CNRS en informatique et qui vise à transformer des peintures existantes en ce qu'elle appelle des « Tableaux-Systèmes-Dynamiques ». Ces travaux interrogent le medium « peinture » et la notion de « champ pictural » dans des perspectives renouvelées, grâce, notamment à l’utilisation de la Réalité Virtuelle[64].
- 2005 : 
  - Reactable. Synthétiseur modulaire contrôlé de manière optique à la surface translucide d'une table, créé par Sergi Jordà, Martin Kaltenbrunner, Günter Geiger et Marcos Alonso. Le prototype final de la Reactable est présenté pour la première fois à la Foire AES de Barcelone (Espagne)[65]
  - Maurice Benayoun : « Cosmopolis ». Installation interactive de 25 m de diamètre sur le développement urbain comprenant 12 télescopes de réalité virtuelle et un panorama géant de 12 écrans. Le dispositif fait appel au concept de « mémoire rétinienne collective » qui permet de peindre collectivement avec son regard[48].
- 2009 : Derrick Giscloux : Digital Washboard. Cette installation étonnante, bien que reposant sur un dispositif à priori banal (écran, vidéo-projecteur, sonorisation) renouvelle fortement la relation entre son et image. Fondée sur des procédés de vision par ordinateur, l'œuvre, qui se situe entre instrument sonore à retour visuel et jeu esthétique, place le visiteur comme le sujet/objet central du discours esthétique[66].
- 2011: 
  - SavageStreetGaming: Utilisation du dispositif Kinect couplé à un vidéoprojecteur permet aux passants de la Rue Sainte-Catherine (Bordeaux) de plonger et d’interagir dans un monde virtuel[67].
  - Une sculpture interactive de l’artiste Milène Guermont est intégrée aux murs extérieurs du nouveau gymnase de Sainte Marie de Neuilly. Elle s’intitule M.D.R. (Mur De Rires). Elle est formée de cinq modules en Béton Cratères (invention de Milène Guermont bénéficiant d’un brevet) et en Béton Polysensoriel. Ce dernier émet des sons de rires en fonction du champ magnétique de la personne qui le touche. Cette œuvre est rapidement surnommée le « mur qui rigole » par les élèves. À l’occasion du centenaire de l’école, des nouveaux sons sont intégrés à l’œuvre.
- 2012 : Jean-Jacques Birgé et Nicolas Clauss créent La machine à rêves de Leonardo da Vinci pour iPad[68].
- 2015 : le couple d'artistes Scenocosme reçoit le « Human Interface Award » : prix décerné par le musée Phaeno en Allemagne, pour leur sculpture « matières sensibles » qui utilise leur processus de « marqueterie interactive » permettant de définir des zones sonores et interactives invisibles sur de fines feuilles de  bois[69].